# Jean-Philippe de Walderdorff
Jean-Philippe de Walderdorff, en allemand Johann Philipp von Walderdorff (né le 24 mai 1701 et mort à Coblence le 11 novembre 1768) est un ecclésiastique allemand qui fut coadjuteur puis prince-électeur et archevêque  de Trèves et évêque de Worms.

## Biographie
Né en 1701 à Montabaur, il est ordonné diacre le 24 janvier 1736 puis prêtre en 1742. Choisit comme coadjuteur de l'archevêque de Trêves François-Georges de Schönborn le 11 juillet 1754, il est confirmé le 16 septembre 1754 et nommé le même jour archevêque titulaire de Patras et consacré le 15 juin 1755. Le 18 janvier 1756 il devient archevêque de Trêves. Nommé évêque de Worms le 20 juillet 1763, il est confirmé le 26 septembre 1763 à ce siège qu'il administre  conservant son archidiocèse. Il prend position en faveur des Jésuites et écrit en ce sens au pape Clément XIII qui lui répond par un Bref du 29 juin 1769. Il échange ensuite encore plusieurs fois avec le pontife sur ce sujet. Il meurt d'apoplexie à Coblentz le 2 janvier 1768 .